# Andris Naudužs
Andris Naudužs (Riga, 5 settembre 1975) è un ex ciclista su strada lettone.
Professionista dal 2001 al 2005, fu campione nazionale nel 2003 e partecipò ai Giochi olimpici nel 2000 e nel 2004.

## Palmarès
- 1995

3ª tappa Tour de Pologne
- 1996

2ª tappa Wyścig Solidarności i Towarzystwa Olimpijczyków Polskich
- 2000

Tour du Lac Léman
1ª tappa Vuelta a Colombia
2ª tappa Vuelta a Colombia
3ª tappa Vuelta a Colombia
4ª tappa Vuelta a Colombia
- 2001

Stausee Rundfahrt
2ª tappa Vuelta al Táchira
- 2002

2ª tappa Tour de Bulgarie
4ª tappa Tour de Bulgarie
1ª tappa Tour du Sénégal
10ª tappa Tour du Sénégal
11ª tappa Tour du Sénégal
Classifica generale Tour du Sénégal
- 2003

Campionati lettoni, Prova in linea
3ª tappa Dookoła Mazowsza
- 2004

Giro della Provincia di Reggio Calabria
Stausee Rundfahrt
- 2005

1ª tappa Circuit de Lorraine
Classifica generale Circuit de Lorraine

## Piazzamenti

### Grandi Giri
- Giro d'Italia

2003: non partito (10ª tappa)
2004: 106º

### Competizioni mondiali
- Giochi olimpici

Sydney 2000 - In linea: ritirato
Atene 2004 - In linea: ritirato